# Дело «Битиева и Х. против России»
Дело «Битиева и Х. против России» — судебный процесс, инициированный жалобой Зуры Битиевой против Российской Федерации, поданной ею в Европейский суд по правам человека (ЕСПЧ). Битиева «для установления личности» была доставлена федеральными военнослужащими в следственный изолятор Чернокозово, где подвергалась избиениям и унижениям. Имя заявителя Х. не разглашалось в целях его безопасности.

## История
Битиева была известна в Чечне как активная участница антивоенных акций, которые проходили в годы первой и второй чеченской войн.
25 января 2000 года Зура Битиева и её сын были задержаны в станице Калиновская (Наурский район Чечни), где они проживали, военнослужащими федеральных сил, как позже было заявлено, для установления личности. Их поместили в следственный изолятор Чернокозово, где они провели 24 дня. Камеры были переполнены и не отапливались. Задержанных регулярно избивали и издевались над ними. Им давали еду и воду один раз в день. Несмотря на болезнь сердца, Битиева была лишена медицинской помощи. Её отвезли в больницу лишь после того, как она лишилась сознания. В середине марта 2000 года в больнице её посетил прокурор, сообщивший ей, что все обвинения с неё сняты. Битиева после освобождения долго болела.
После выздоровления Битиева опять включилась в активную общественную деятельность. Она протестовала против нарушений прав человека на территории республики.
Также она обратилась с жалобой в ЕСПЧ по факту своего задержания. Примерно в 4 часа утра 21 мая 2003 года Битиева, её муж, сын и брат были убиты в своём доме неизвестными в масках и камуфляжной форме, прибывшими на машинах без номеров. Правозащитный центр «Мемориал» в своём сообщении об этом событии отметил, что убийство носило «демонстративно карательный характер». Личности убийц установлены не были.

## Решение Европейского суда
Суд постановил, что российской стороной были нарушены ст. 2 (право на жизнь), 3 (запрещение пыток), 5 (право на свободу и личную неприкосновенность), 13 (право на эффективную правовую защиту) и 38 Европейской конвенции о защите прав человека. Суд обязал Россию выплатить компенсацию морального ущерба в размере 10 тысяч евро первой заявительнице и 75 тысяч евро — второй.